# Marignana (Camaiore)
Marignana è una frazione del comune di Camaiore, in provincia di Lucca, nella regione Toscana. La frazione o località di Marignana dista 3,34 chilometri dal medesimo comune di Camaiore di cui essa fa parte. È facilmente raggiungibile tramite la Strada Provinciale SP1 che collega Camaiore alla città di Lucca.

## Geografia fisica
Il paese, adagiato nella valle di Camaiore nella parte sud-ovest non è raccolto in un unico borgo ma si divide in vari agglomerati di case o "zone" che assumono vari nomi di località: "Bottaro", "Molin' Bianco", "Bepponi", "il Castagnolo", "il Cerro", "a Cecchelli", "Le Pianette", "Meletti", "Cincinotto", "L'astro", "La Fontana", "Pascocino", "Le Polle", "Il Grillo", "Reta", "Cercinino", "La Ternita", "Ronco", "Campisodi", "Tori" e "Val di naglia", ecc.

### Le gore
I numerosi mulini e frantoi che erano presenti lungo il fiume Lucese erano alimentati dalle "Gore": deviazioni di parte dell'acqua del torrente che attraverso vari percorsi e incalanature raggiungevano la ruota del mulino mettendone in funzione il meccanismo; esse erano molto importanti se non principali anche per l'irrigazione dei campi, inoltre lungo questi percorsi a volte si trovavano i lavatoi dove le donne del paese andavano per lavare i panni. Ne è presente una nella località "Molin' Bianco"

## Chiese, monumenti e luoghi d'interesse
Nel centro del paese è presente la chiesa di Maria SS. Ausiliatrice che è stata eretta parrocchia nel 1952: prima faceva parte della Pieve a Camaiore. La chiesa è stata costruita nel 1923. Il campanile, staccato dalla chiesa, ospita al suo interno tre campane fuse da Luigi Magni di Lucca nel 1947.

## Architetture
- Marginette: in tutto il territorio di Camaiore ci sono diverse immagini sacre popolarmente chiamate "Marginette" (piccole strutture con tetto a capanna o a forma di edicola). Sono sparse lungo i sentieri nei paesi, nei borghi e nel centro storico del capoluogo, e sono diverse quelle che si trovano all'interno di Marignana

## Ritrovamenti Storici
Nell'età preromana si insediarono nel territorio di Camaiore prima gli etruschi e poi i liguri, come attestano i ritrovamenti archeologici etruschi di Villa Mansi, l'Acquarella, Marignana che coprono un periodo che va dal VII al IV secolo a.C. I Liguri si posizionarono soprattutto sulle alture camaioresi e tracce dei loro insediamenti sono state ritrovate a Campallorzo a metri 1000 di altitudine e al Passo del Lucese.

## Via Francigena
Lungo il percorso Camaiorese nel "Tratto 5" che va da Valdicastello alle Pianore, la Via Francigena passa attraverso Marignana . Prima di Pontemazzori si incontrano due interessanti opifici il primo è il Molin Bianco nei pressi di Marignana che fu di proprietà della Pieve di Camaiore esistente sin dal XIV secolo, il secondo e oil Frantoio Orsucci citato anch’esso sin dal XIV secolo.

## Tradizioni, feste ed eventi
- Presepe e Festa della Befana: Ogni anno a Marignana si rinnova la tradizione dei presepi. Nel borgo, contorniato dalla natura, si aprono le sale parrocchiali, dove, abili artigiani passano sere intere a lavorare e a creare arte. Gli scenari sono quelli legati alla sacralità della nascita di Gesù Cristo, ma il contesto è unico nel suo genere: rivoli d’acqua, molini, frantoi, accanto ai quali si affiancano figure di artigiani, falegnami, pastori, fabbri, tute le figure che hanno caratterizzato la storia di Marignana, o meglio la storia dell’uomo in sé.

I dettagli delle opere sono curati in ogni dettaglio, niente è lasciato al caso o abbozzato. Le vesti dei personaggi sono cucite a mano dalle donne del paese, i luoghi ricreati sono attentamente progettati e realizzati con abile maestria. Solitamente è pure possibile anche partecipare ad una fiera di beneficenza con premi. Il presepe di Marignana è solitamente aperto al pubblico fino al termine delle feste natalizie, che si concluderanno con la famosa Festa della Befana a Marignana. Il borgo si vesta a festa e si prepara ad accogliere genitori e bimbi con un programmi ricreativi ed eventi vari.
- 25 aprile a Marignana: Il 25 aprile, giornata della liberazione, si festeggia a Marignana tale ricorrenza , onorando inoltre i Caduti, il tutto accompagnato da una fiaccolata che parte da Sant'Anna di Stazzema e che porta con sé la "fiaccola della pace" che va poi ad accendere il braciere situato davanti alla chiesa per tale manifestazione. Contemporaneamente ai maratoneti con le fiaccole da sant'Anna, chiunque voglia partecipare può comunque prendere una fiaccola e una maglietta (con sopra raffigurato il disegno fatto da un bambino delle scuole primarie e simbolo della manifestazione) e incamminarsi verso la chiesa, dopo a seguito dell'arrivo dei maratoneti, potrà iniziare lo spettacolo pirotecnico.